# CCDC70
CCDC70 (англ. Coiled-coil domain containing 70) – білок, який кодується однойменним геном, розташованим у людей на короткому плечі 13-ї хромосоми. Довжина поліпептидного ланцюга білка становить 233 амінокислот, а молекулярна маса — 28 767.
| 10         |  | 20         |  | 30         |  | 40         |  | 50         |
| ---------- |  | ---------- |  | ---------- |  | ---------- |  | ---------- |
| MATPPFRLIR |  | KMFSFKVSRW |  | MGLACFRSLA |  | ASSPSIRQKK |  | LMHKLQEEKA |
| FREEMKIFRE |  | KIEDFREEMW |  | TFRGKIHAFR |  | GQILGFWEEE |  | RPFWEEEKTF |
| WKEEKSFWEM |  | EKSFREEEKT |  | FWKKYRTFWK |  | EDKAFWKEDN |  | ALWERDRNLL |
| QEDKALWEEE |  | KALWVEERAL |  | LEGEKALWED |  | KTSLWEEENA |  | LWEEERAFWM |
| ENNGHIAGEQ |  | MLEDGPHNAN |  | RGQRLLAFSR |  | GRA        |  |            |

A: Аланін

C: Цистеїн

D: Аспарагінова кислота

E: Глутамінова кислота

F: Фенілаланін

G: Гліцин

H: Гістидин

I: Ізолейцин

K: Лізин

L: Лейцин

M: Метіонін

N: Аспарагін

P: Пролін

Q: Глутамін

R: Аргінін

S: Серин

T: Треонін

V: Валін

W: Триптофан

Секретований назовні.